# Antoni Walicki
Antoni Walicki (ur. 22 grudnia 1999) – polski lekkoatleta, sprinter.
Brązowy medalista na mistrzostwach Europy juniorów w sztafecie 4 × 400 metrów (2017).
Brązowy medalista halowych mistrzostw Polski w sztafecie 4 × 200 metrów (2019). Stawał na podium mistrzostw kraju w juniorskich i młodzieżowych kategoriach wiekowych.

## Osiągnięcia
| Rok  | Impreza                              | Miejsce  | Konkurencja             | Pozycja    | Wynik   |
| ---- | ------------------------------------ | -------- | ----------------------- | ---------- | ------- |
| 2015 | Olimpijski festiwal młodzieży Europy | Tbilisi  | bieg na 400 metrów      | 8. miejsce | 50,53   |
| 2017 | Mistrzostwa Europy juniorów          | Grosseto | bieg na 400 metrów      | eliminacje | 48,36   |
| 2017 | Mistrzostwa Europy juniorów          | Grosseto | sztafeta 4 × 400 metrów | 3. miejsce | 3:09,32 |

## Rekordy życiowe
- Bieg na 300 metrów (hala) – 34,22 (2018) były halowy rekord Polski juniorów[1]
- Bieg na 400 metrów – 47,19 (2017)